# Hermann Redetzky
Hermann Redetzky (* 10. August 1901 in Lüben; † 22. Februar 1978 in Eichwalde) war ein deutscher Hygieniker, Hochschullehrer und stellvertretender Minister für Gesundheitswesen in der frühen DDR.

## Leben und Wirken
Der Sohn eines Obersteuerinspekteurs beendete seine Schullaufbahn 1919 am Gymnasium in Thorn. Anschließend absolvierte er ein Medizinstudium an den Universitäten Greifswald, Breslau und Königsberg, das er 1924 mit Staatsexamen abschloss. In Königsberg wurde er 1925 zum Dr. med. promoviert und approbiert. Von 1925 bis 1930 war er als Assistenzarzt in Berlin und Bad Rehburg beschäftigt, unter anderem als Unfall- und Aufnahmearzt in der Charité und im Rudolf-Virchow-Krankenhaus, und besuchte die Sozialhygienische Akademie. Er beendete 1930 seine Facharztausbildung zum Internisten und legte das Kreisarztexamen ab. In diesem Jahr trat er der SPD bei. Ab 1930 war er als Medizinalassessor in der Medizinalverwaltung des Berliner Polizeipräsidiums tätig, wo er dem Dezernat Kurpfuscher- und Rauschgiftbekämpfung zugeordnet war. Er wechselte 1932 in das Preußische Ministerium für Volkswohlfahrt, wo er sich mit einer geplanten Reform des Kreisarztstandes beschäftigte.
Im Zuge der Machtübergabe an die Nationalsozialisten schied Redetzky im Februar 1933 auf eigenen Wunsch aus Protest gegen das Naziregime aus dem Beamtenverhältnis. Anschließend praktizierte er bis 1939 als niedergelassener Internist in Berlin-Südende und Neustrelitz. Während des Zweiten Weltkrieges leistete er Lazarettdienst in Neustrelitz, Stettin und Schwerin, zuletzt als Stabsarzt der Reserve. Nach Kriegsende befand er sich 1945 kurzzeitig in amerikanischer Kriegsgefangenschaft.
Nach seiner Entlassung war er in Mecklenburg am Aufbau des Gesundheitswesens beteiligt. Redetzky, der 1930 der SPD beigetreten war, wurde 1946 Mitglied der SED. Im gleichen Jahr zum Ministerialdirigenten ernannt, wurde er Leiter der Hauptabteilung Gesundheitswesen im Kabinett Höcker I. Zugleich begründete er in Schwerin 1946 die erste Poliklinik in Deutschland, deren Chefarzt er wurde. Nachdem er sich 1947 an der Universität Rostock für Sozialhygiene habilitiert hatte, wirkte er dort bis 1948 zunächst als Privatdozent und anschließend bis 1953 nebenamtlich als Professor. 1948/49 stand er als Direktor dem von ihm begründeten Berliner Zentralinstitut für Sozial- und Gewerbehygiene vor. Von 1955 bis zu seiner vorzeitigen Emeritierung 1964 infolge eines Herzinfarktes wirkte er dort als ordentlicher Professor und Rektor an der nun Akademie für Sozialhygiene, Arbeitshygiene und ärztliche Fortbildung bzw. ab 1961 Deutsche Akademie für ärztliche Fortbildung genannten Einrichtung. Er wurde 1962 zum Obermedizinalrat ernannt.
Von 1953 bis 1956 war er stellvertretender Minister für Gesundheitswesen der DDR und von 1954 bis 1958 Kandidat des Zentralkomitees der SED. Ab 1962 gehörte er dem Rat für Planung und Koordinierung der medizinischen Wissenschaft beim Ministerium für Gesundheitswesen der DDR, dem Präsidium der in Wien ansässigen Internationalen Gesellschaft für prophylaktische Medizin und Sozialhygiene, dem wissenschaftlichen Rat der Internationalen Gesellschaft für Nahrungs- und Vitalstoff-Forschung und ab 1959 als korrespondierendes bzw. ab 1961 als ordentliches Mitglied der Deutschen Akademie der Wissenschaften zu Berlin an. Er gab ab 1949 die Zeitschrift für ärztliche Fortbildung heraus.

## Ehrungen
- Verdienter Arzt des Volkes (1952)
- Vaterländischer Verdienstorden in Silber (1961)
- Ehrenmitglied der Gesellschaft für Allergie- und Asthmaforschung (1962)
- Ehrensenator der Deutschen Akademie für ärztliche Fortbildung Berlin (1964)
- Hufelandmedaille in Gold (1964)
- Ehrenmitglied der Deutschen Gesellschaft für die gesamte Hygiene in der DDR (1964)
- Vaterländischer Verdienstorden in Gold (14. September 1966)
- Ehrendoktor der Universität Rostock (1971)

## Schriften (Auswahl)
- Tracheopathia osteoplastica. 1925, Medizinische Dissertationen der Universität Königsberg.
- Entwicklung, Vereinheitlichung und Demokratisierung des öffentlichen Gesundheitswesens. Arbeitsgem. Medizin. Verlage, Berlin 1948, Habilitationsschrift an der Universität Rostock,
- Unsere Polikliniken. Entwicklung, Aufgaben und Ziele. Verlag Volk und Gesundheit, Berlin 1954.
- Christoph Wilhelm Hufeland. Sozialhygieniker u. Volkserzieher – ein grosser Arzt und Menschenfreund. Akademie-Verlag, Berlin 1964 (= Sitzungsberichte der Deutschen Akademie der Wissenschaften zu Berlin. Klasse für Medizin; Jg. 1964, Nr. 1).